# Andreas Stenglein

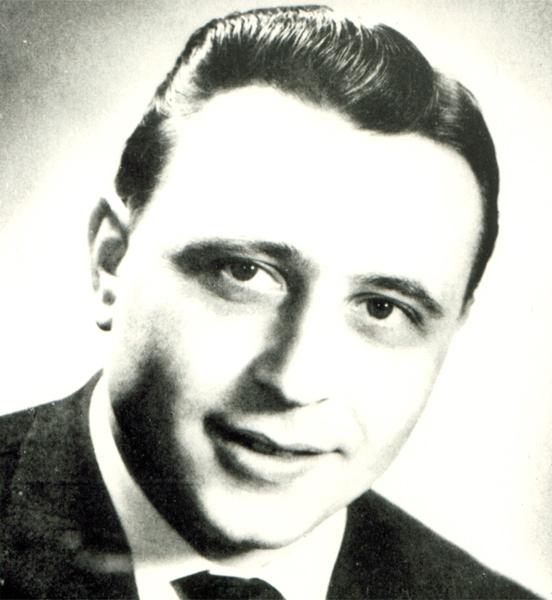
Andreas Stenglein (1966)

Andreas Sebastian Stenglein (* 20. Januar 1929 in Gaustadt, seit 1972 Stadtteil von Bamberg; † 5. Januar 2025 ebenda) war ein deutscher Kommunalpolitiker (SPD), Beamter und Autor heimatkundlicher und zeitgeschichtlicher Arbeiten.

## Leben und Wirken
Stenglein ging zur Volksschule Gaustadt und weiter zum Alten Gymnasium Bamberg. Nach der Schulbildung ging er zum Bamberger Arbeitsamt, wo er Ende 1950 die Prüfung für den gehobenen Verwaltungsdienst ablegte. Später studierte er an der Verwaltungs- und Wirtschaftsakademie Nürnberg. Beruflich war er als verbeamteter Rechnungsprüfer im Arbeitsamt in Bamberg tätig.
Stenglein engagierte sich früh gewerkschaftlich. So war er zunächst in der Gewerkschaft Öffentliche Dienste, Transport und Verkehr (ÖTV) aktiv. Im Jahr 1955 trat er der SPD bei und war zwischen 1958 und 1966 (3. Dezember 1958 bis 25. November 1962 und 28. Januar 1963 bis 20. November 1966) für die Partei Mitglied des Bayerischen Landtags und von 1957 bis 1972 Kreisvorsitzender der SPD von Bamberg-Land. Von 1959 bis 1961 fungierte Stenglein als Landesvorsitzender der Jungsozialisten in Bayern. 
Neben seinem zwölfjährigen Engagement im Kreistag von Bamberg (1960–1972) war er von 1966 bis 1972 letzter Bürgermeister der damals selbständigen Gemeinde Gaustadt.
Er war Mitglied beim ASV Gaustadt, beim Schützenverein 1899 Gaustadt, bei der AWO und bei einigen weiteren Vereinen. Auch hat er in den Anfangszeiten von Wikipedia dort geschrieben.
Stenglein war seit 2013 verwitwet, römisch-katholisch und hatte drei Kinder. Er starb am 5. Januar 2025 und wurde auf dem Friedhof in Gaustadt beerdigt. Zu seiner Ehren soll das Sportzentrum Gaustadt in Andreas-Stenglein-Sportzentrum umbenannt werden.  

## Auszeichnungen
- Willy-Brandt-Medaille[2]